# Cenwulf di Mercia
Cenwulf o Coenwulf (VIII secolo – 821) fu re di Mercia dal dicembre del 796 all'821.
Salì al potere dopo la morte di Ecgfrith, ucciso dopo soli cinque mesi di regno, forse dallo stesso 
Coenwulf. Quest'ultimo, infatti, divenne subito sovrano sebbene la sua unica credenziale per reclamare il trono fosse il fatto di discendere da Cenwalh, un ignoto fratello più giovane dei precedenti sovrani Penda ed Eowa, vissuti 150 anni prima.
Il Kent, che sin dal 785 era governato come un territorio merciano, si ribellò nel 796. 
Nel 798 Coenwulf invase il Kent e, dopo aver deposto e catturato il re ribelle Eadbert Praen, mise sul trono suo fratello Cuthred, che regnò dal 798 all'807. Quando quest'ultimo morì, Coenwulf assunse il controllo del Kent.
Fatti analoghi si verificarono nel 796 nell'Anglia orientale, da due anni in mano alla Mercia, dove Eadwald salì sul trono dopo una rivolta. Comunque, Coenwulf riacquistò il controllo dell'Anglia orientale nel giro di pochi anni.
Durante il suo regno, Coenwulf mosse guerra ai Gallesi del Powys e del Gwynedd. Nel 798 il sovrano del Gwynedd, Caradog ap Meirion, fu ucciso, probabilmente in battaglia dai Merciani. Le fonti ricordano anche altre campagne militari contro i Gallesi nell'816 e nell'818.
Nel 799 Coenwulf fece pace con il Wessex di re Beorhtric, messo sul trono da Offa nel 786. Beorhtric rimase fedele a questa alleanza fino alla sua morte, avvenuta nell'802, quando salì al potere il più bellicoso Egbert. Anche se il vero conflitto tra il Wessex e la Mercia ci fu solo dopo la morte di Coenwulf, è probabile che egli abbia istigato i falliti raid di Ælthelmund, Earl di Hwicce, contro il Wessex di Egbert. 
Nell'801 la Mercia fu anche invasa da Eardwulf di Northumbria. I due regni, però, fecero pace.
Coenwulf morì nell'821. A lui successe il fratello Ceolwulf I, che regnò fino all'823. In realtà, il vero erede al trono avrebbe dovuto essere il figlio di Coenwulf, Cenelm, che, però, morì probabilmente in battaglia contro i Gallesi. Dopo due anni di regno, Ceolwulf fu deposto da Beornwulf.
Coenwulf è tornato a far parlare di sé nel 2004, quando, nel Bedfordshire, un archeologo dilettante, che perlustrava la campagna con un metal detector, ha scoperto una moneta d'oro recante la sua effigie e il suo nome. Nel febbraio 2006 il British Museum ha acquistato questo conio da un collezionista privato americano, pagandolo 357.832 sterline (circa 522.000 euro).